# Colletes alfredjohni
Colletes alfredjohni är en biart som beskrevs av Kuhlmann 2002. Colletes alfredjohni ingår i släktet sidenbin, och familjen korttungebin. Inga underarter finns listade i Catalogue of Life.